# Edificio Rockefeller
Edificio Rockefeller es el nombre popular de la construcción inaugurada en 1932 en la ciudad española de Madrid como sede del Instituto Nacional de Física y Química (conocido también en la época como Instituto Rockefeller), dependiente de la Junta para Ampliación de Estudios e Investigaciones Científicas (JAE) y que hoy aloja al Instituto de Química-Física Rocasolano, del Consejo Superior de Investigaciones Científicas (CSIC).

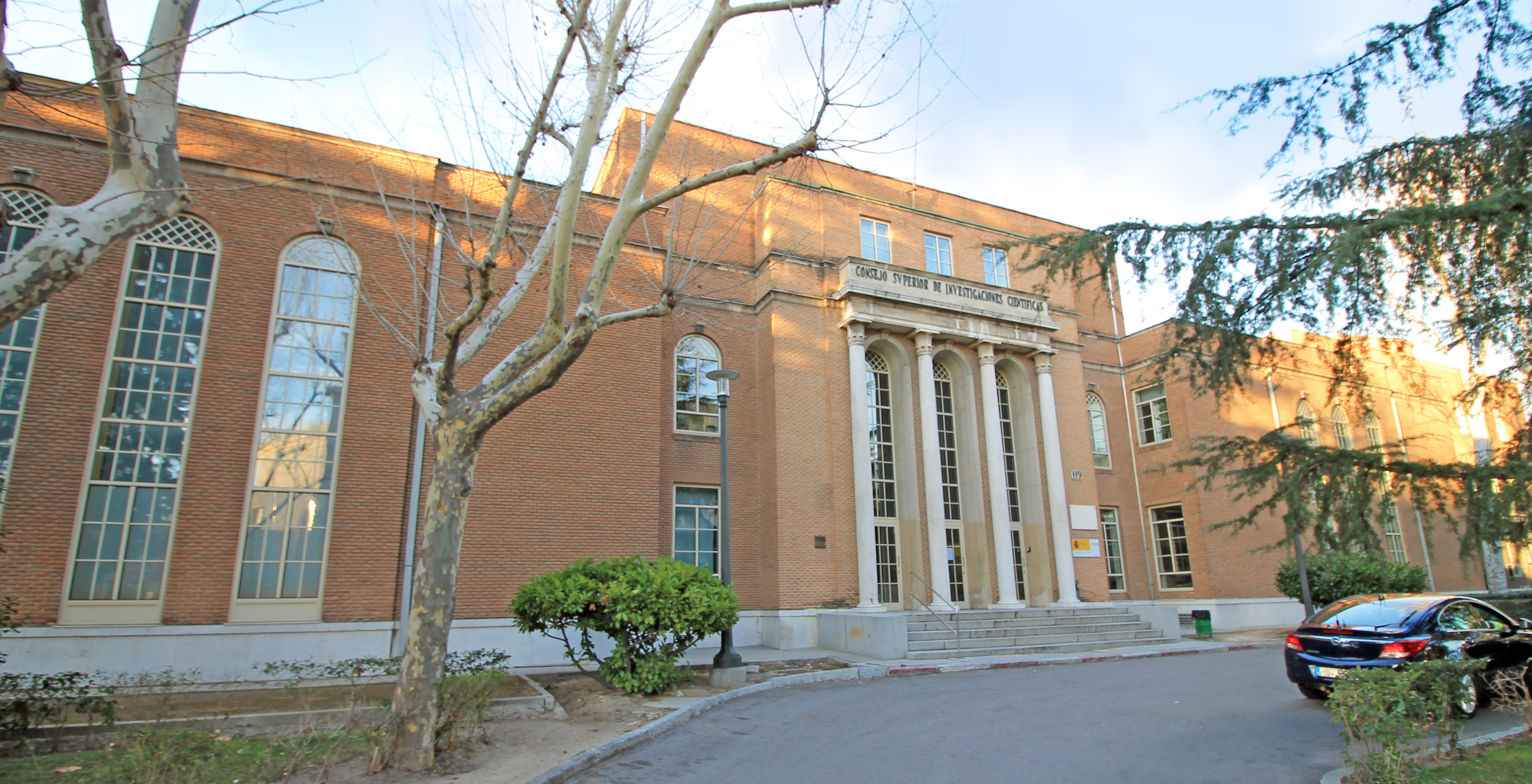
Fachada principal del Edificio Rockefeller.

Está situado dentro del campus central del CSIC (Calle Serrano, 119) y se llama así porque su construcción y equipamiento, según el proyecto de los arquitectos Manuel Sánchez Arcas y Luis Lacasa, fueron financiados por la Fundación Rockefeller.
Debe su renombre histórico a que en el Rockefeller trabajaron hasta la Guerra civil española algunos de los físicos y químicos más importantes de la historia científica de España, como Blas Cabrera, Miguel Catalán y Enrique Moles, formando parte de lo que fue la primera escuela española de física y química–física; emblema de la JAE y de la revitalización de la ciencia española durante la llamada Edad de Plata.

## Historia y contexto del edificio Rockefeller
En 1907, uno de los primeros Ministerios de Educación que hubo en España (nacido siete años antes con el nombre de “Ministerio de Instrucción Pública y Bellas Artes”) creó la Junta para Ampliación de Estudios e Investigaciones Científicas (JAE).
Entre los objetivos de la Junta estaba la concesión de becas para que se pudiera formar en el extranjero una cantidad suficiente de investigadores y educadores y la creación de centros en los que aquellos pudieran trabajar a su regreso en condiciones favorables.
Es así como en 1910 se fundó el Laboratorio de Investigaciones Físicas, dirigido por Blas Cabrera y alojado en parte del edificio que actualmente ocupan el Museo Nacional de Ciencias Naturales y la Escuela de Ingenieros Industriales de Madrid.
Ante el éxito del Laboratorio, que puso a las ciencias físicas españolas en el mapa de la ciencia internacional, la JAE inició hacia 1920 los primeros contactos con la Internacional Education Board de la Fundación Rockefeller para conseguir fondos que permitieran ampliar el centro, que se estaba quedando anticuado y pequeño.
En 1926 se consiguió una donación de hasta 420 000 dólares para construir y dotar de infraestructuras y equipos científicos la sede de un nuevo centro de la Junta, el Instituto Nacional de Física y Química, situado muy cerca de la su antecesor, el Laboratorio de Investigaciones Físicas y de la Residencia de Estudiantes; en la zona de Madrid llamada “Altos del Hipódromo” y que Juan Ramón Jiménez bautizó como “Colina de los Chopos”.
Se trataba del primer ejemplo de gran patrocinio privado de la ciencia española, situado en un entorno especialmente favorable, pues los científicos que allí trabajaron "compartiendo el espacio con poetas, filósofos y artistas, dieron origen al núcleo intelectual más brillante, cosmopolita e innovador de la cultura española... la creación de este campus... constituyó el mayor estímulo para el desarrollo de las ciencias operado en nuestro país durante muchas décadas".

## El edificio

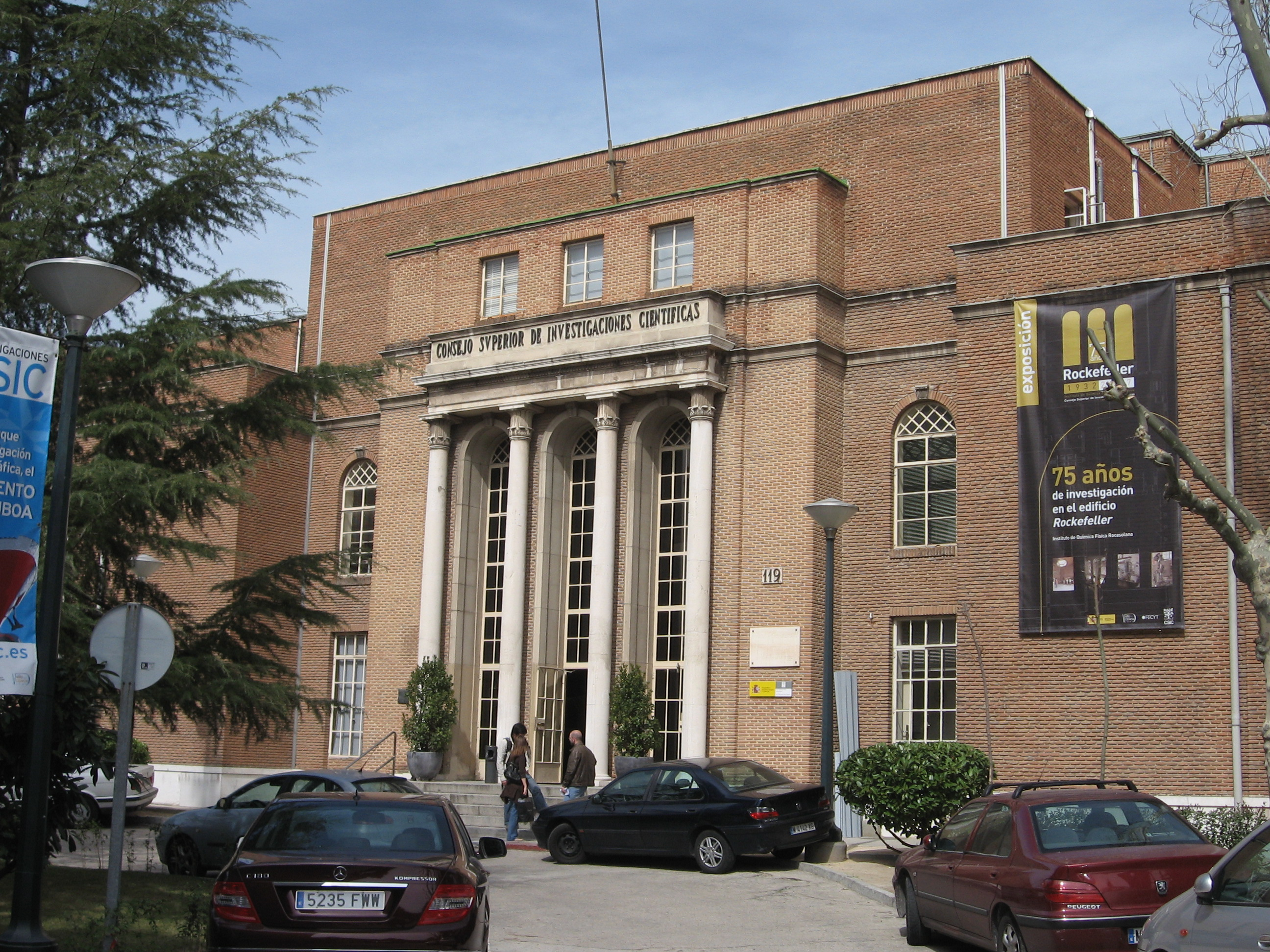
Entrada al edificio.

En 1927, la Junta convocó un concurso de proyectos para el nuevo Instituto, resultando premiado el de Manuel Sánchez Arcas y Luis Lacasa Navarro. Poco después, estos arquitectos viajaron durante dos meses por diversos laboratorios de Europa acompañados de los investigadores del Laboratorio de Investigaciones Físicas Enrique Moles y Miguel Catalán para, junto con ingenieros especializados de la firma Siemens & Halske, afinar el proyecto y adecuarlo lo más posible a sus fines.
Las obras duraron desde 1929 hasta 1931 y el edificio fue inaugurado oficialmente el 6 de febrero de 1932 con la presencia de las autoridades de la República y de figuras de la ciencia europea vinculadas a la escuela de Cabrera y el Laboratorio de Investigaciones Físicas, como Arnold Sommerfeld, Pierre Weiss y Paul Scherrer. Hoy día, ya pasado su 75 aniversario que se celebró en 2007, sigue dedicado a la investigación científica, albergando el Instituto de Química Física Rocasolano y parte del Instituto de Estructura de la Materia, sin haber sufrido modificaciones sustanciales.
El edificio se diseñó y construyó sin perder nunca de vista el objetivo fundamental de que fuera flexible y funcional. Tiene planta rectangular con tres alturas y dos alas de laboratorios. Los muros de hormigón tienen una capa intermedia de corcho para aislar térmicamente el interior y amortiguar las vibraciones. El exterior, muy sencillo, es de ladrillo visto y está ocupado por ventanas en una buena medida, lo que proporciona una buena iluminación natural. La fachada principal, que está orientada hacia el sur, tiene como elemento central un gran pórtico con columnas de aspecto clásico y estilo muy austero, colocado, según el arquitecto Lacasa, como homenaje arquitectónico al origen estadounidense de la Fundación Rockefeller, ya que recuerda al estilo colonial de aquel país.
En el sótano se alojaron los laboratorios de física moderna y de las dos plantas, una se dedicó a la química y otra a la química-física. Además, el Instituto, muy bien equipado, disponía de salas de máquinas, taller, biblioteca, acumuladores eléctricos, sala de conferencias y de todos los servicios necesarios para sus laboratorios.
Se ha dicho (Guerrero 2007:482 - 485) que el Rockefeller, que destaca por su extremado racionalismo y estrecha relación entre contenido y continente, representa, junto con la Residencia de Estudiantes y otras construcciones relacionadas, los principios de decoro y dignidad de la Junta para Ampliación de Estudios, que esta habría recogido de la Institución Libre de Enseñanza.

## La ciencia en el Rockefeller

### Hasta 1936: la escuela de Cabrera
El Instituto Nacional de Física y Química continuaba en lo fundamental con la estructura del Laboratorio de Investigaciones Físicas, cuyas principales líneas de investigación eran la magnetoquímica (Cabrera), la espectroscopia (Catalán) y la obtención de pesos moleculares por métodos físicoquímicos (Moles).
Según los historiadores José Manuel Sánchez Ron y Antoni Roca Rosell, en el Laboratorio de Investigaciones Físicas y más tarde en el instituto Nacional de Física y Química "se produjo investigación sólida de carácter experimental en física y química física bajo la dirección de Blas Cabrera, especialista en medidas de magnetismo de la materia y su colaborador Miguel Catalán, conocido por su descubrimiento de los multipletes". Ningún miembro de esta primera escuela española de física y química - física fue activo en teoría, y para cuando estalló la guerra, el programa de investigación mostraba signos de estancamiento[cita requerida].

### Las pioneras en las ciencias
En 1910 se dictó la Real Orden por la que se derogaba el requisito de la autorización administrativa previa para que las mujeres pudieran matricularse y cursar estudios universitarios. La Junta de Ampliación de Estudios tenía entre sus fines, el de promocionar la educación de las mujeres y su dedicación a la Ciencia.
Los objetivos del Instituto, ennmarcado en la Junta de Ampliación, fueron crear una corriente de comunicación científica y cultural con el extranjero, para lo que eran necesario costear los gastos de viaje y estancia. Se pusieron en marcha las "pensiones"(becas)concedidas por la Junta de Pensiones. Se trataba con ello de que las personas pensionadas adquirieran conocimientos que, a su regreso a España pudieran aplicar y transmitir.
Las pioneras que trabajaron en el Instituto Nacional de Física y Química, fueron treinta y cuatro . El total del personal científico en el Instituto fue de 158 personas. Estas mujeres, si bien eran becarias y colaboradoras, la mayoría tenían una formación adquirida en el Instituto-Escuela, muchas de ellas habían sido premio extraordinario de licenciatura. De esas 34, 8 fueron pensionadas (becadas) para estudiar en el extranjero, contribuyendo a la creación de la corriente de comunicación científica.
- Dorotea Barnés González (1929-1931):Técnicas espectroscópicas aplicadas al análisis químico, en Smith College y Yale, USA; y (1932): Espectroscopia Ramanen Graz, Austria.
- Jenara Vicenta Arnal Yarza (1930-1931):Electroquímica y química teórica, en Basilea, Suiza, y Dresd.
- Pilar de Madariaga Rojo (1929-1930): Espectroscopia y óptica física, en Vassar College, Nueva York, Manuela González Alvargonzález (1931-1932):Ampliación de estudios de química en Bryn Mawr Pensilvania, USA.
- Felisa Martín Bravo (1926-1927):Ampliación de FísicaConnecticut College, New London, USA y(1931-1932):Espectrografía de rayos X, en Inglaterra.
- Mª Paz García del Valle (1932-1933):Estudios espectroscópicos en Radcliffe College, Harvard University, Cambridge, USA.
- María Teresa Salazar Bermúdez (1934-35):Determinaciones de la tensión superficial a temperatura constante, en el Laboratoire de Chimie Physique Appliquée, París, Francia.
- Piedad de la Cierva (1935-1936): Bifurcación en la transmtación del aluminio por la acción de los neutrones rápidos, en el Universitetes Institut for Teoretish Fisik,Copenhague, Dinamarca.

El exilio, la Depuración truncó la carrera investigadora de mujeres como Dorotea Barnés González, Pilar de Madariaga Rojo y otras. Todo ello sin perjuicio del reconocimiento que tuvo el trabajo en el exilio de estas pioneras en las ciencias

### De 1939 a la actualidad: el Consejo Superior de Investigaciones Científicas
En 1939 se creó el Consejo Superior de Investigaciones Científicas (CSIC), que se haría cargo de todas las instalaciones de la JAE. El Rockefeller se convirtió en la sede de la sección de química física del Instituto “Alonso Barba”, dedicado a la química. Así pues, continuó en parte su línea anterior a la guerra civil, aunque sin la participación de las figuras principales de la época anterior, que estaban o bien en el exilio (Cabrera o Moles, entre otros) o bien habían sido apartados del centro (Catalán).
En 1946 se creó, como centro independiente del Consejo, el instituto de Química Física Rocasolano, con cinco líneas de investigación: electroquímica, química física de los procesos industriales, química física pura, espectroquímica y química física de los procesos biológicos.
En la actualidad, el Rocasolano, que proclama en la portada de su web trabajar “en las frontera entre la Química, la Física y la Biología”, está organizado en los departamentos de:
- Cristalografía y Biología Estructural
- Estructura, energía y reactividad química
- Química-física biológica
- Sistemas de baja dimensionalidad, superficies y materia condensada

y tiene grupos de investigación en:
- Análisis de superficies y Mössbauer
- Bioinformática estructural
- Cristalografía de proteínas y reconocimiento molecular en procesos biológicos
- Estructura, dinámica e interacciones de proteínas por RMN
- Energética, estructura e interacciones moleculares
- Fotólisis y cromatografía
- Láseres, nanoestructuras y procesado de materiales (LANAMAP)
- Química atmosférica y clima
- Materiales láser e interacciones materiales
- Mecánica estadística y materia condensada
- Fluorescencia y biofísica molecular
- Espectroscopía de RMN de ácidos nucleicos
- Simulación molecular
- Bioinformática y ensamblajes proteicos
- Estructura y termodinámica de proteínas